# Collegium Anatomicum w Łodzi

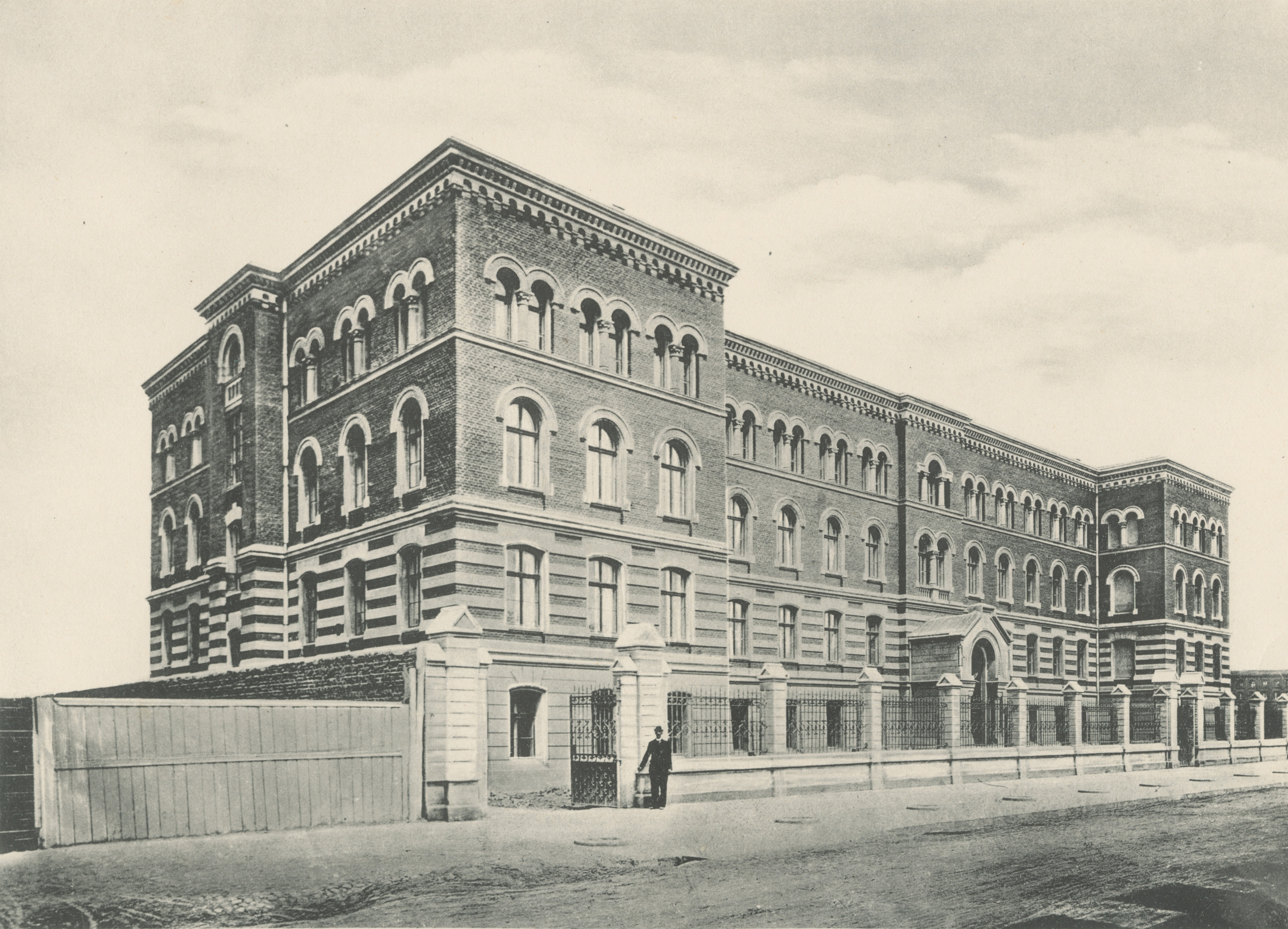
Budynek Przytułku dla Starców i Kalek Łódzkiego Chrześcijańskiego Towarzystwa Dobroczynności (fot. Bronisław Wilkoszewski, 1896)

Collegium Anatomicum w Łodzi – budynek znajdujący się przy ul. prez. G. Narutowicza nr 60 w Łodzi.
Budynek zajmowany jest przez Uniwersytet Medyczny. Pierwotnie pełnił funkcję Schroniska dla Starców i Kalek Łódzkiego Chrześcijańskiego Towarzystwa Dobroczynności, którego pierwszym prezesem został Juliusz Heinzel. Jako przytułek zapewniał schronienie i opiekę lekarską kilkuset podopiecznym, zgodnie z przeznaczeniem miał pomagać 300 osobom.

## Historia
Chrześcijańskie Towarzystwo Dobroczynności powstało w Łodzi w 1875. Od tego czasu jego działacze starali się zapewnić pomoc najbardziej potrzebującym mieszkańcom miasta. Po kilkunastu latach działalności Towarzystwo na podstawie umowy z magistratem miejskim otrzymało plac przy ulicy Dzielnej 52 (obecna ul. prez. G. Narutowicza 60) z przeznaczeniem na budowę przytułku. Projekt budynku powstał w 1884, a sygnował go Franciszek Chełmiński. Mimo tego za autora projektu uważa się Otto Gehliga, który ze względu na brak wykształcenia i uprawnień nie mógł podpisać się pod projektem. Budowa była prowadzona w latach 1894–1896 a uroczyste otwarcie przytułku miało miejsce w 1897. Trzypiętrowy budynek posiadał gazowe oświetlenie, wodociąg, kuchnię i jadalnię. W przytułku funkcjonowały kaplice: ewangelicka i katolicka.
Budynek należał do towarzystwa do 1939, kiedy przejęły go niemieckie władze okupacyjne. W czasie wojny w części budynku powstał schron, w wyniku czego gmach uległ uszkodzeniu. Po wojnie, w listopadzie 1945 budynek przekazano w użytkowanie Uniwersytetowi Łódzkiemu. W 1950 wyłączono z uniwersytetu wydziały powiązane z medycyną i utworzono z nich Akademię Medyczną (obecnie Uniwersytet Medyczny) – budynek przeszedł na jej własność. Zostało w nim zorganizowane Collegium Anatomicum, w 2015 mieściło katedry morfologii, patofizjologii, histologii i embrionologii. Elementem dydaktycznym Collegium jest muzeum anatomiczne, w zasadzie niedostępne dla osób postronnych, znajdujące się w dawnej kaplicy przytułku.

## Architektura
Czterokondygnacyjny budynek został wzniesiony na planie wydłużonego prostokąta. W jego części frontowej (elewacja południowa) mocno uwidoczniono boczne ryzality, natomiast na środku znajduje się nieznacznie zarysowany pseudoryzalit. Wschodnia i zachodnia elewacja również zwieńczone są pseudoryzalitami.
Elewacja budynku jest zróżnicowana, poszczególne kondygnacje różnią się od siebie, podkreślając układ poziomy. Pierwsza z kondygnacji jest otynkowana, boniowana, okna pozbawione są ozdób. Kolejna jest dwukolorowa – łączy elementy otynkowane z czerwoną cegłą o zróżnicowanych fakturach. Dwie ostatnie kondygnacje są oblicowane cegłą. Okna trzeciej kondygnacji są zwieńczone łukami arkadowymi. Czwarta kondygnacja posiada okna w formie neoromańskich biforiów. Główne wejście, ozdobione neoromańskim portalem i rozetą, znajduje się w środkowym ryzalicie.

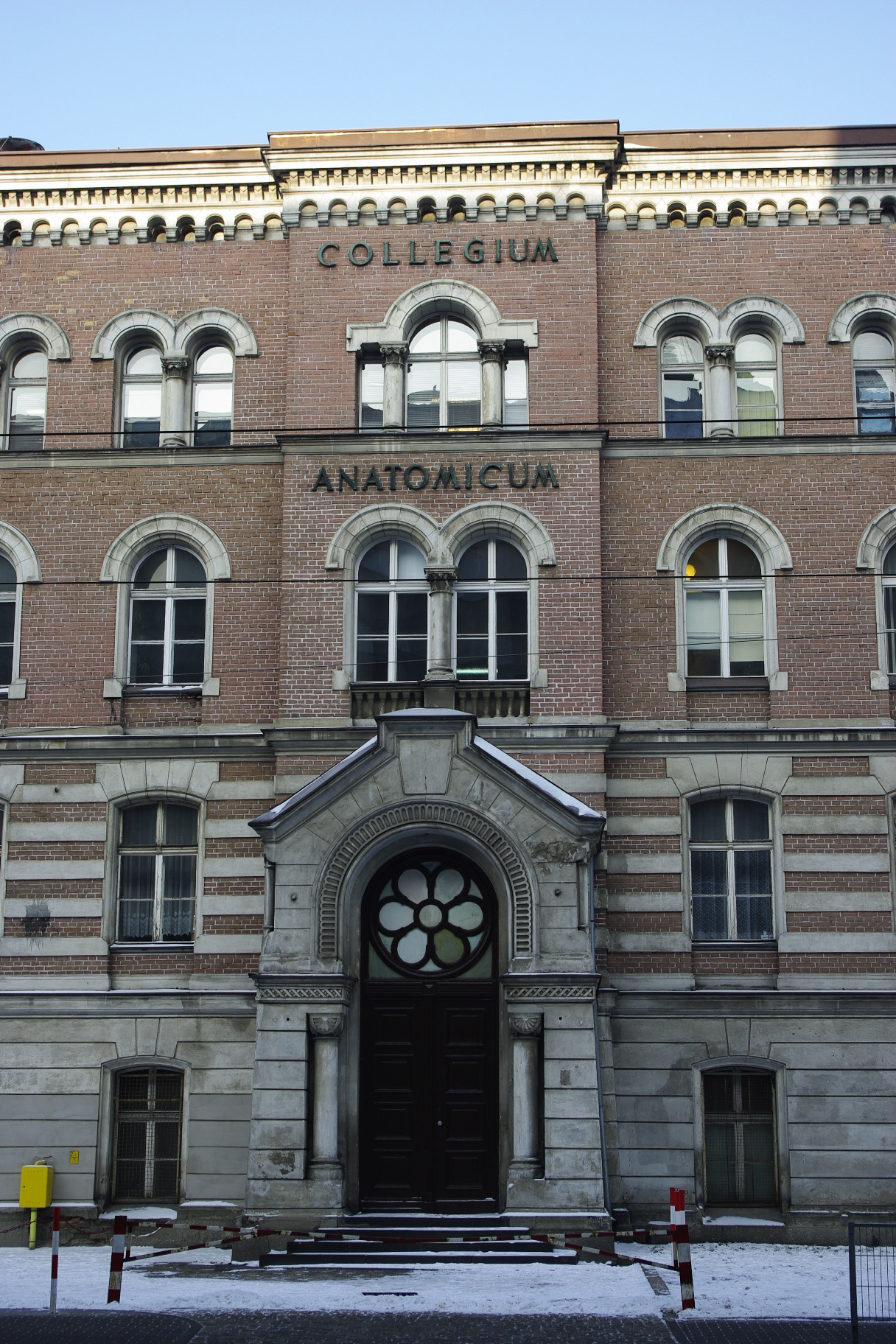
Portal Collegium Anatomicum

Nad wejściem znalazła się łacińska maksyma Res sacra miser (Miłosierdzie rzeczą świętą), która później została zastąpiona innym napisem: „Collegium Anatomicum".